# Cisalpin
Der TEE Cisalpin war ein internationaler europäischer Fernzug (Trans-Europ-Express), der Paris mit Mailand verband. Seinen Namen verdankt der Zug der römischen Bezeichnung der Po-Ebene. Wörtlich: diese Seite der Alpen.
Das Zugpaar wurde im Sommer 1961 eingeführt. In der Schweiz trug es die Zugnummern 39 und 50, von 1963 bis 1967 35 und 36. Zwischenhalte waren Dijon, Vallorbe (ab 1962), Lausanne, Brig und Domodossola. Eingesetzt wurden als Fahrzeuge moderne Vierstromtriebzüge der schweizerischen Reihe RAe TEEII. 1974 wurde der Cisalpin auf mit Lokomotiven bespannte Züge umgestellt, wofür als Personenwagen die INOX-TEE-Wagen der Société nationale des chemins de fer français (SNCF) eingesetzt wurden, wovon die Schweizerischen Bundesbahnen (SBB) auch 5 Stück besaßen.

## Zuglauf
Winterfahrplan 1970/71 gemäß amtlichem Kursbuch der Schweiz:
| TEE 14 | Land       | Bahnhof            | km  | TEE 13 |
| ------ | ---------- | ------------------ | --- | ------ |
| 15:00  | Italien    | Milano Centrale    | 0   | 21:08  |
| 16:15  | Italien    | Domodossola        | 125 | 19:54  |
| 16:45  | Schweiz    | Brig               | 167 | 19:24  |
| 18:13  | Schweiz    | Lausanne           | 313 | 17:57  |
| 18:48  | Schweiz    | Vallorbe           | 360 | 17:20  |
| 20:18  | Frankreich | Dijon              | 507 | 15:36  |
| 22:44  | Frankreich | Paris Gare de Lyon | 822 | 13:15  |

Von 1974 bis 1979 wurde die inzwischen als TEE 22 und 23 geführte Verbindung in den Sommermonaten bis Venedig verlängert. Weiterhin kam 1975 ein Zwischenhalt in Sion und 1978 in Dole hinzu. Im Januar 1984 wurde die Verbindung schließlich eingestellt und teilweise durch TGV-Züge ersetzt. Diese verkehren aber täglich nur zwischen Paris und Lausanne.
Die Verbindung von Paris Gare de Lyon zum Milano Porta Garibaldi wird heute mehrmals täglich mit TGV bedient, der Laufweg verläuft jedoch nicht mehr über die Schweiz, sondern über Lyon Part Dieu, Modane und Torino Porta Susa.

## Unfälle
Am 5. Oktober 1962 erlitt der nach Paris fahrende TEE Cisalpin einen schweren Unfall in der Nähe des Bahnhofs Montbard. Der fast fabrikneue RAe TEE II 1053 der SBB fuhr mit 140 km/h in einen auf dem Gegengleis verunglückten und ins Lichtraumprofil ragenden Kesselwagen, entgleiste, kippte um und rammte dann noch ein steinernes Wärterhaus. Der Unfall forderte zehn Tote und elf Verletzte. Der beim Unfall beschädigte Steuerwagen 1 wurde abgebrochen und durch ein neues Fahrzeug ersetzt.
Am 26. Juni 1964 fuhr der RAe TEE II 1052 auf einem Bahnübergang zwischen Vaux-et-Chantegrue und Labergement-Sainte-Marie in einen mit Bitumen beladenen Lastwagen, wobei drei Todesopfer und 20 Verletzte zu beklagen waren.